# Roberto Gerhard
Roberto Gerhard (ur. 25 września 1896 w Valls, zm. 5 stycznia 1970 w Cambridge) – hiszpański kompozytor.

## Życiorys
Jego rodzina miała niemiecko-szwajcarskie i alzackie korzenie, z uwagi na pochodzenie otrzymał automatycznie obywatelstwo Szwajcarii. Po porzuceniu studiów w szkole handlowej w Lozannie zainteresował się muzyką. Początkowo kształcił się u Waltera Courvoisiera w Monachium (1914), następnie studiował w Barcelonie u Enrique Granadosa (1915–1916) i Felipa Pedrella (1916–1920). W latach 1923–1928 był uczniem Arnolda Schönberga w Wiedniu i Berlinie. Po powrocie do Barcelony został wykładowcą muzyki w Ecola Normal de la Generalitat (1931) i dyrektorem działu muzycznego Biblioteki Katalońskiej (1932). W 1938 roku był członkiem jury festiwalu Międzynarodowego Towarzystwa Muzyki Współczesnej w Warszawie. Po klęsce republikanów w hiszpańskiej wojnie domowej wyjechał w 1939 roku do Paryża, a następnie do Anglii. Osiadł w Cambridge. W 1960 roku przyjął brytyjskie obywatelstwo. Wykładał gościnnie na University of Michigan (1960) i w Tanglewood (1962). Komandor Orderu Imperium Brytyjskiego (1967).
Do jego uczniów należeli George Cacioppo, Robert Ashley, Donald Scavarda i Roger Reynolds.

## Twórczość
W swojej twórczości posługiwał się techniką dodekafoniczną, traktując jednak jej zasady nieortodoksyjnie, podporządkowując metody serialne sensualnemu, niespekulatywnemu komponowaniu muzyki. W swojej estetyce zbliżał się do twórczości Charlesa Ivesa i Edgara Varèse’a. Położył zasługi w rozwoju dodekafonii na gruncie angielskim. W utworach Gerharda swobodna dodekafonia sąsiaduje często z partiami tonalnymi, widoczne są w nich też nawiązania do folkloru hiszpańskiego. Kompozycje Gerharda pojawiały się w programach muzyki awangardowej, wykonywano je na festiwalach Międzynarodowego Towarzystwa Muzyki Współczesnej. Był także badaczem i wydawcą dawnej muzyki katalońskiej, opracował edycje utworów m.in. Antonio Solera i Luisa de Milána.

## Ważniejsze kompozycje
(na podstawie materiałów źródłowych)

### Utwory orkiestrowe
- Albarda, Interludi i Danza (1936)
- Pedrelliana (1941)
- symfonia Homenage a Pedrell (1941)
- 5 numerowanych symfonii (I 1952–1953, II 1957–1959, III „Collages” 1960, IV „New York” 1967, V 1969 niedokończona)
- Koncert skrzypcowy (1943)
- Cadiz (1943)
- Gigantes y Cabezudos (ok. 1943)
- La Viejecita (ok. 1943)
- Koncert na fortepian i smyczki (1950)
- Koncert na klawesyn, smyczki i perkusję (1955–1956)
- Lamparills Overture (1956)
- Koncert na orkiestrę (1965)
- Epithalamion (1966)

### Utwory kameralne
- Trio fortepianowe (1918)
- 2 Sardanas na 11 instrumentów (1928)
- Kwintet dęty (1928)
- Capriccio na flet (1949)
- 2 kwartety smyczkowe (I 1950–1955, II 1960–1962)
- Sonata wiolonczelowa (1956)
- Nonet na kwintet dęty, trąbkę, puzon, tubę i akordeon (1956–1957)
- Fantazja na gitarę (1957)
- Chaconne na skrzypce (1959)
- Concert for 8 na flet, klarnet, mandolinę, gitarę, akordeon, perkusję, fortepian i kontrabas (1962)
- Hymnody na flet, obój, klarnet, rób, trąbkę, puzon, tubę, 2 perkusje i 2 fortepiany (1963)
- Gemini na skrzypce i fortepian (1966)
- Libra na flet, klarnet, gitarę, perkusję, fortepian i skrzypce (1968)
- Leo na flet, klarnet, róg, trąbkę, puzon, 2 perkusje, fortepian, skrzypce i wiolonczelę (1969)

### Utwory fortepianowe
- Dos apunts (1921–1922)
- 3 Impromptus (1950)

### Utwory wokalno-instrumentalne
- cykl pieśni L’Infantament Meravellos de Shahrazada na sopran lub tenora i fortepian (1917)
- 7 Haiku na sopran lub tenora, flet, obój, klarnet, fagot i fortepian (1922, wersja zrewid. 1958)
- 14 Cançons Populars Catalanes na sopran lub tenora i fortepian (1928; sześć zorkiestrowanych 1931)
- kantata L’Alta Naixença del Rei en Jaume na sopran, baryton, chór i orkiestrę (1932)
- Cançons y Arietes na głos i fortepian (1936)
- Cancionero de Pedrell na sopran lub tenora i fortepian (1941), także wersja na sopran lub tenora i 13 instrumentów (1941)
- Por do Pasaré la Sierra na sopran lub tenora i fortepian (1942)
- 7 Canciones de Vihuela na głos wysoki i fortepian (1942)
- 6 Tonadillas na sopran lub tenora i fortepian (1942)
- Sevillanas na sopran lub tenora i fortepian (1943)
- 3 Toreras na głos średni i orkiestrę (ok. 1943)
- Engheno Novo na głos i orkiestrę (ok. 1943)
- The Akond of Swat na mezzosopran lub baryton i 2 perkusje (1954)
- 6 French Folksongs na głos wysoki i fortepian (1956)
- Cantares na sopran lub tenora i gitarę (1956)
- The Plague na narratora, chór i orkiestrę według Dżumy Alberta Camusa (1963–1964)

### Utwory na taśmę
- Audiomobiles I–IV (1958–1959)
- Lament for the Death of a Bullfighter na narratora i taśmę (1959)
- Sculptures I–V (1963)

### Balety
- Ariel (1934)
- Soirées de Barcelone (1936–1938, niedokończone)
- Don Quixote (1940–1941, 1947–1949)
- Alegrías (1942)
- Pandora (1943–1944)

### Opera
- The Duenna (1945–1949, wersja zrewid. 1950)